# Страна Льдов
«Страна льдов» — дебютный студийный альбом группы Стая, выпущенный в 2005 году на лейбле ФОНО, презентованный 16 декабря, 2005 года в Минском ДК МТЗ, и послуживший темой для интервью с журналистами Минской Музыкальной Газеты.

## О песнях
Новак Виктор и Сергей Одинец в одном из радио-интервью перед презентацией альбома подробно рассказали о песнях:
- «Война» — первая песня, написанная Виктором Новак специально для группы Стая. После долгих корректировок текста Сергея Одинца было выбрано направление, рассказывающее об кровавых сражениях средневековья, бесстрашных солдатах, считавших за честь погибнуть в битве. Для создания более эпического настроения в припеве был прописан целый хор. Песня сочетала в себе элементы хэви, трэша и пауэр-метала, поэтому и была поставлена в начала альбома.
- «Как я скажу» — написана под влиянием Баха и неоклассического пауэр-метала в целом. Текст отражал философскую идею высшей силы, которая незримо довлеет над людьми и их решениями.
- «Седая вода» — первая песня, написанная Петром Елфимовым для Стаи. Песня изначально предназначалась для Ярослава Буракова и группы Divina Enema, но после аранжировки Виктора Новака Петр отдал песню группе.
- «Стая» — песня была написана ещё в Аризоне, и именно она послужила причиной выбора названия для новой группы в 2003. Учитывая близость с байкерским движением, песня была посвящена Минским клубам.
- «Ангел» — ещё одна песня, затрагивающая мифологию, религию и мистику, описывающая низвержение Люцифера на землю.
- «Млечный мост» — единственная старая песня группы Аризоны, включенная в новый альбом. Из-за любви фанов к этой песне было решено пригласить её автора Александра Урсалова и перезаписать её заново.
- «Прыгнуть в пустоту» — вторая песня, написанная Петром Елфимовым для Стаи и аранжированная Виктором Новаком, принесшая элементы прогрессив-метала в альбом.
- «Крестоносец» — песня была создана ещё в составе Аризоны и несколько раз исполнялась на концертах. Текст, написанный другом группы и магистром Белорусского Ордена тамплиеров, отражал принадлежность Константина Дударева к реконструкционному, рыцарскому движению.
- «Не забудь мою печаль» — самая лирическая песня альбома, написанная Петром Елфимовым.
- «Фараон» — песня о давно забытых временах, напоминанием о которых остались пирамиды и гробницы. Аранжировка песни была написана ещё в конце 90-х годов в рамках трэш-метал группы Sentinel.
- «Страна льдов» — рождённая на основе старого материала Sentinel, является заключительной инструментальной композицией, уводя слушателя прочь от жаркого Египта в холодные снега севера и вызывая в памяти холодную обложку альбома.

## Отзывы и критика
Альбом получил очень разные отзывы в странах СНГ, от самых лестных до самых уничтожающих. Официальная пресса, как Legion и Dark City, были более сдержаны в своих оценках, что компенсировалось свободными и не всегда профессиональными рецензентами интернет-изданий, набирающих популярность в 2005 году.

## Список композиций
| №   | Название               | Текст песни                                                     | Музыка                                    | Длительность |
| --- | ---------------------- | --------------------------------------------------------------- | ----------------------------------------- | ------------ |
| 1.  | «Война»                | Сергей Одинец, Константин Дударев                               | Виктор Новак, Сергей Одинец               | 5:59         |
| 2.  | «Как я скажу»          | Виктор Новак, Сергей Одинец                                     | Виктор Новак                              | 4:05         |
| 3.  | «Седая вода»           | Петр Елфимов                                                    | Петр Елфимов, Е. Ермаков                  | 5:44         |
| 4.  | «Стая»                 | Сергей Одинец                                                   | Виктор Новак, Сергей Одинец               | 5:33         |
| 5.  | «Ангел»                | Сергей Одинец, А. Денисов                                       | Сергей Одинец                             | 5:15         |
| 6.  | «Млечный мост»         | Дмитрий Нестюк                                                  | Александр Урсалов                         | 5:06         |
| 7.  | «Прыгнуть в пустоту»   | Петр Елфимов                                                    | Петр Елфимов                              | 5:27         |
| 8.  | «Крестоносец»          | Виктор Новак, Сергей Одинец, Константин Дударев, Дмитрий Нестюк | Виктор Новак, Сергей Одинец, Дмитрий Этин | 5:52         |
| 9.  | «Не забудь мою печаль» | Петр Елфимов                                                    | Константин Дударев                        | 4:20         |
| 10. | «Фараон»               | Сергей Одинец                                                   | Юрий Хомчик                               | 8:38         |
| 11. | «Страна льдов»         | Сергей Одинец                                                   | Сергей Одинец, Юрий Хомчик                | 6:50         |

## Участники записи
Состав группы
- Денис Моргунов — вокал
- Виктор Новак — гитары, бэк вокал, клавиши
- Сергей Одинец — бас-гитара, бэк-вокал
- Павел Ероменко — ударные
- Юрий Хомчик — гитара

Гостевые музыканты
- Петр Елфимов — бэк вокал, чтение текста, пианино в «Не забудь мою печаль»
- Александр Урсалов — акустическая гитара в «Млечный мост»

Дополнительный персонал
- Виктор Новак, Петр Елфимов — продюсирование
- Андрей Старовойтов — звукоинженер и сведение
- Mika Jussila — мастеринг